# Калістратенко Микита Якович
Мики́та Я́кович Калістра́тенко (1900, Лісники — 1935?) — український хоровий диригент, фольклорист, дійсний член Музичного товариства імені Миколи Леонтовича, організатор музичних радіопередач.

## Загальні відомості

Викладачі і студенти Інституту ім. М. Лисенка (1924—1925)Сидять: М. Вериківський, М. Грінченко, П. Козицький, Л. Ревуцький
Стоять: О. Кисіль, М. Калістратенко, А. Бабій, М. Коросташ

Народився 1900 року в селі Лісники на Київщині.
Навчався в Києві у Державному музично-драматичному інституті імені М. В. Лисенка (викладач Лев Ревуцький, відділення хорового диригування та гри на народних інструментах).
Працював диригентом хорової капели заводу «Точприлад» у Києві, був дійсним членом Музичного товариства імені Миколи Леонтовича (1924—1928), організатором музичних радіопередач.
Як фольклорист записував пісні в українських селах, в рідному селі Лісники (на той час Будаївського району, Київської округи), зокрема записав варіант з гуртового співу дівчат і парубків.
22 червня 1935 року заарештований за так званою справою про участь в антирадянській націоналістичній терористичній організації.
22 жовтня 1935 року за вироком Військового трибуналу Київського військового округу та за визначенням Військової колегії Верховного суду СРСР від 20 листопада 1935 року засуджений до розстрілу.
Реабілітований 17 листопада 1959 року рішенням Верховного суду СРСР (визначення № 001309/р-35).